# Curtea Leilor
Curtea Leilor (în spaniolă Patio de los Leones) sau Palatul Leilor (în spaniolă Palacio de los Leones) este un palat din inima monumentului Alhambra, o cetate istorică formată dintr-un complex de palate, grădini și forturi din Granada, Spania. A fost comandat de sultanul nasrid⁠(d) Muhammad al V-lea⁠(d) al Emiratului Granada din Al-Andalus. Construcția sa a început în a doua perioadă a domniei sale, între 1362 și 1391 d.Hr. Împreună cu Alhambra, palatul face parte din Patrimoniul Mondial UNESCO. A fost bătută în ediția limitată a Spaniei din 2011 a monedelor comemorative de 2 EUR.
Palatul Leilor este unul dintre cele mai faimoase palate din arhitectura islamică și exemplifică apogeul arhitecturii nasride din Al-Andalus. Arhitectura palatului a prezentat o schimbare semnificativă în design-ul palatelor nasride și a introdus noi tendințe în ornamentație. Clădirea constă într-o curte dreptunghiulară centrată pe o fântână de marmură cu doisprezece lei sculptați. Patru săli principale înconjoară curtea, împreună cu unele camere de la etajele superioare. Canalele de apă conectează fântâna centrală cu fântânile mai mici din cele patru săli. Sălile prezintă unele dintre cele mai elaborate și sofisticate bolți Muqarnas⁠(d) din lumea islamică.